# Михајлов (Русија)
Михајлов (Русија) (рус. Михайлов) град је у Русији у Рјазањској области. Према попису становништва из 2010. у граду је живело 11784 становника.

## Становништво
| 1959. | 1970.  | 1979.  | 1989.  | 2002.  | 2010.  |
| ----- | ------ | ------ | ------ | ------ | ------ |
| 7.693 | 14.198 | 14.158 | 15.302 | 13.295 | 11.784 |